# Петри, Стюарт
Стюарт Петри (англ. Stewart Petrie; род. 27 февраля 1970, Данди, Шотландия) — шотландский футболист, выступавший на позициях левого полузащитника и нападающего. Известен по выступлениям за австралийские клубы, ныне работает главным тренером в клубе Второй лиги Шотландии «Монтроз».

## Карьера

### Игровая
Первым профессиональным клубом Стюарта стал «Форфар Атлетик», куда он попал, по его словам, по приглашению главного тренера Бобби Гленни, играя на любительском уровне всего около года за клуб «Ист Крейги» из Данди. В клубе провёл два полных сезона в Втором дивизионе.
В августе 1993 года по рекомендации Пола Хегарти переходит в клуб «Данфермлин Атлетик» выступавшем в то время в Первом дивизионе, в первом же сезоне становится серебряным призёром турнира. В сезоне 1994/95 клуб также занял вторую строчку, а также участвовал в одноматчевом плей-офф за право выступать в Премьер-лиге против клуба «Абердин» уступив по сумме двух встреч со счётом 6:2. В сезоне 1995/96 стал чемпионом Первого дивизиона. С 1996 по 2003 годы выступал с клубом в Премьер-лиге, с перерывом на сезон 1999/2000, так как команда вылетала в Первый дивизион. Отыграв в команде 10 лет, проведя 256 матчей и забив 46 голов покинул клуб в 2003 году.
Лето 2003 года отправился в путешествие в Австралию, где не собирался заниматься футбольными делами, однако перед началом сезона заключил контракт с клубом Национальной футбольной лиги Австралии «Ноферн Спирит», за который выступал до конца сезона 2003/04, последнего сезона НФЛ. Дебютировал в составе клуба в матче против «Брисбен Страйкерс» 21 сентября 2003 года. 3 октября 2003 года забил первый гол за клуб в матче против «Сидней Олимпик». Всего за клуб провёл 37 матчей и забил 10 голов.
В связи с закрытием Национальной футбольной лиги Австралии в 2004 году, некоторое время выступал за сингапурский клуб «Гейланг Интернэшнл», а также «Блектаун Сити Демонс» в Премьер-лиге Нового Южного Уэльса.
Перед началом первого сезона Эй-лиги подписывает контракт с клубом «Сентрал Кост Маринерс» с которым занял сначала 3 место в регулярном чемпионате и дойдя до Гранд-финала Эй-лиги, где клуб уступил «Сиднею», также совместно с Арчи Томпсоном, Алексом Броском и Бобби Деспотовски стал обладателем «Золотой бутсы» Эй-лиги.
В дальнейшем выступал за «Вуллонгонг Вулвз» и «Росс Каунти», где завершил карьеру футболиста.

### Тренерская
В 2007 году, по приглашению Дика Кэмпбелла, становится играющим тренером в клубе Второго дивизиона Шотландии «Росс Каунти».
В 2009 году, после завершения игровой карьеры, работал помощником главного тренера в клубе «Арброт».
В 2010 году находясь в отпуске в Австралии главный тренер «Норт Квинсленд Фьюри» Иан Фергюсон предложил Стюарту, с которым он вместе играл в «Данфермлин Атлетик», «Ноферн Спирит» и «Сентрал Кост Маринерс», занять позицию помощника главного тренера. Однако 1 марта 2011 года клуб «Норт Квинсленд Фьюри» был расформирован и Петри вернулся в «Арброт».
В декабре 2015 назначен исполняющим обязанности главного тренера на одну игру.
6 июля 2016 года назначен помощником главного тренера в клубе «Броти Атлетик».

## Достижения
- Победитель Первого дивизиона Шотландии: 1 (1995/96)
- Серебряный призёр Первого дивизиона Шотландии: 3 (1993/94, 1994/95, 1999/2000)
- Серебряный призёр Эй-лиги: 1 (2005/06)
- Победитель Второго дивизиона Шотландии: 1 (2007/08)